# Transports en Eure-et-Loir

La situation géographique du département français d'Eure-et-Loir place celui-ci sur les axes de circulation reliant l'Île-de-France à l'ouest et au sud-ouest du pays (autoroutes A10 et A11, LGV Atlantique...). Cette situation, cumulée avec la proximité de l'agglomération parisienne vers laquelle de nombreux Euréliens effectuent des trajets domicile-travail, explique l'importance des flux de transport dans le département et leur organisation en étoile autour de la capitale. Face à ce tropisme parisien, les collectivités locales tentent de développer un axe transversal Orléans - Chartres - Dreux - Rouen.

## Transport routier

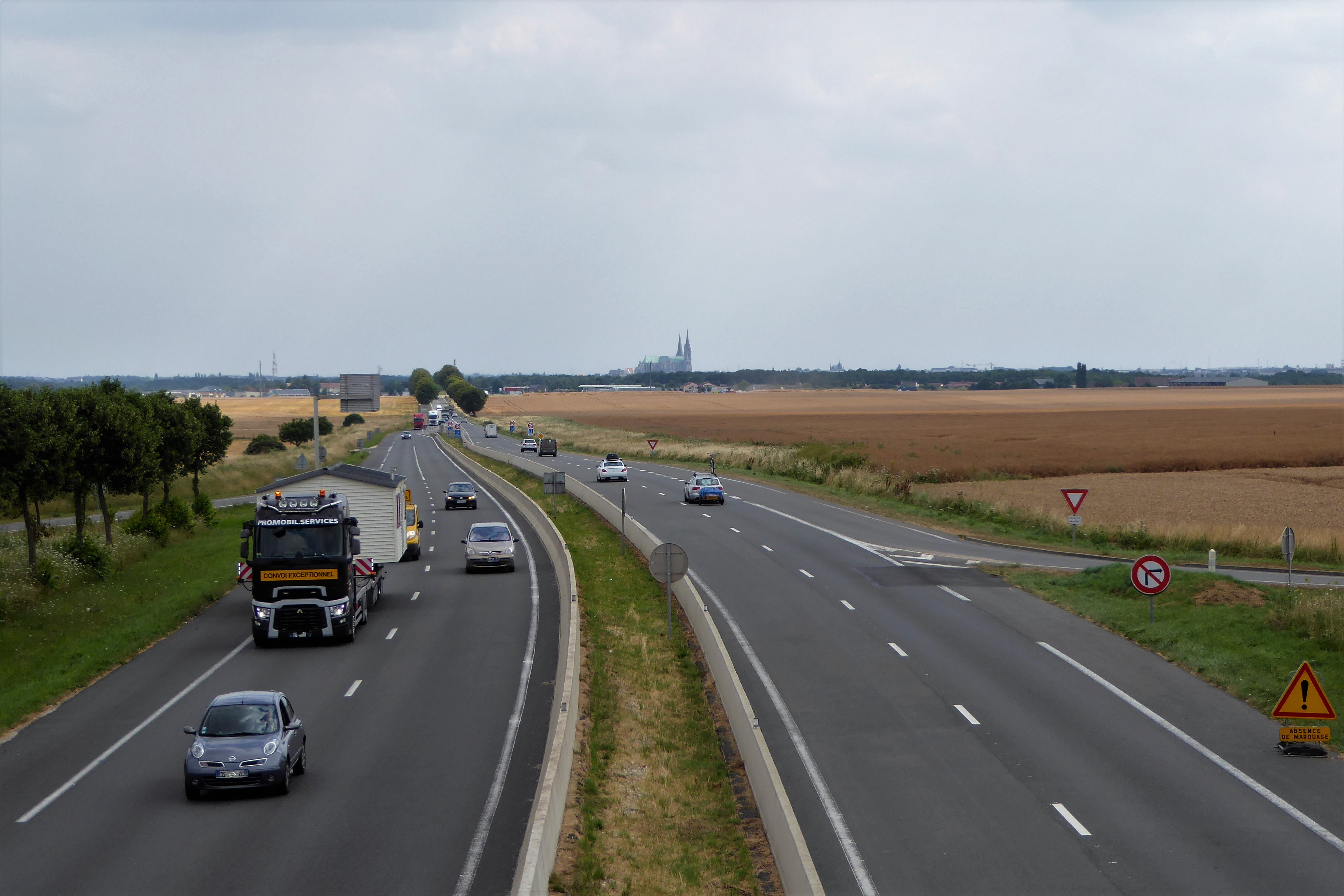
La route nationale 154 au nord de Chartres.

### Infrastructures routières
Les autoroutes A10 et A11, qui relient l'Île-de-France à l'ouest et au sud-ouest de la France, sont deux des autoroutes concédées les plus anciennes — ouvertes entre 1966 et 1975 — et les plus fréquentées de France, avec entre 30 000 et 50 000 véhicules/jour selon les tronçons. Ces autoroutes, principalement destinées au trafic de longue distance, possèdent peu d'échangeurs avec le réseau routier classique : un seul pour l'A10 près de Toury et trois pour l'A11, de part et d'autre de la préfecture Chartres et entre Brou et Nogent-le-Rotrou.
En plus de ces deux autoroutes concédées, trois routes nationales partiellement aménagées à 2x2 voies relient l'Eure-et-Loir à l'agglomération parisienne : la RN 12 dessert la deuxième agglomération du département, Dreux, la RN 10 relie Chartres et l'A11 au sud du département (Bonneval, Châteaudun) et la RN 20, déclassée en 2006 en RD 2020, donne accès à l'extrême sud-est du département (Toury).
La RN 154 est le principal axe transversal du département, reliant les deux principales villes du département entre elles et à Rouen au nord et Orléans au sud. Cet axe accueille un important trafic poids lourds, notamment lié à l'activité des ports de Rouen et Le Havre. En partie aménagée à 2x2 voies, la RN 154 doit être remplacée par une autoroute A154 (reprenant certains tronçons existants), déclarée d'utilité publique en 2018.

### Transport collectif de voyageurs
L'Eure-et-Loir est desservi par le réseau régional de transport routier Rémi, qui exploite une quarantaine de lignes d'autocar dans le département.

## Transport ferroviaire

### Historique

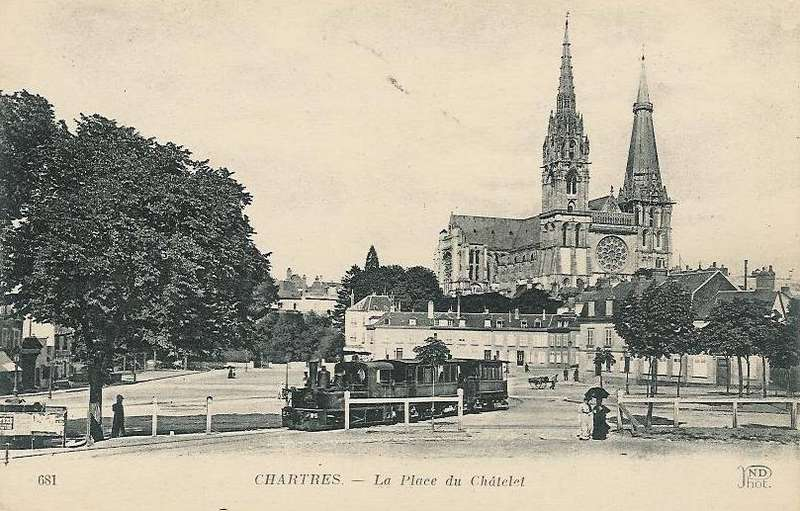
Un convoi des Tramways d'Eure-et-Loir place du Châtelet à Chartres vers 1910.

La ligne de Paris à Orléans a desservi Toury dès 1843, mais l'Eure-et-Loir est véritablement desservi par le chemin de fer à partir de 1849 avec l'ouverture de la ligne de Paris à Chartres, prolongée trois ans plus tard jusqu'à La Loupe et en 1854 jusqu'au Mans par Nogent-le-Rotrou. Le réseau d’intérêt général a été développé dans la deuxième moitié du XIXe siècle par la Compagnie des chemins de fer de l'Ouest (dans le nord et l'ouest du département), la Compagnie du chemin de fer de Paris à Orléans (dans le sud-est du département) et la Compagnie du chemin de fer d'Orléans à Rouen (absorbée en 1878 par l'Administration des chemins de fer de l'État). À la fin du XIXe siècle, le chemin de fer d’intérêt général atteignait la plupart des villes et bourgs du département, dont Authon-du-Perche, Bonneval, Brou, Châteaudun, Épernon, La Ferté-Vidame, Gallardon, Illiers-Combray, La Loupe, Maintenon, Nogent-le-Roi, Nogent-le-Rotrou, Orgères-en-Beauce, Senonches, Thiron-Gardais et Toury ; les gares d'Auneau-Embranchement, Chartres, Courtalain - Saint-Pellerin, Dreux et Voves étaient au cœur d'étoiles ferroviaires à cinq branches. L'Administration des chemins de fer de l'État a l'ambition de créer un nouvel itinéraire de Paris à Bordeaux par Chartres : la ligne de Chartres à Bordeaux-Saint-Jean est formée à la fin du XIXe siècle à partir de l'assemblage de différentes lignes secondaires, mais la ligne de Paris à Chartres par Gallardon ne sera jamais achevée.
L'Eure-et-Loir a également été desservi à partir de 1899 par les Tramways d'Eure-et-Loir, un réseau d’intérêt local, qui donnait notamment accès à Brezolles, Châteauneuf-en-Thymerais et Prunay-le-Gillon et Sours, et reliait des villes desservies par le réseau d’intérêt général mais sur des lignes différentes (Chartres à Bonneval, Brou à Bonneval et Nogent-le-Rotrou ...). Ce réseau, dont l'extension s'est poursuivi jusqu'en 1931, a totalement disparu en 1937.
Dans l’Entre-deux-guerres, le réseau est modernisé : les lignes de Paris à Orléans et de Paris au Mans sont deux des premières lignes électrifiées en 1926 et 1937, et les gares de Chartres et Dreux sont reconstruites dans les années 1930 dans un style monumental. Mais les petites lignes, nombreuses dans un département essentiellement rural, sont progressivement fermées aux voyageurs puis au fret dès les années 1930 et surtout dans la deuxième moitié du siècle.
Ouverte en 1989, la LGV Atlantique traverse le département sans gare intermédiaire et déleste les lignes classiques Paris-Chartres-Le Mans et Paris-Orléans de la plupart de leurs trains de grandes lignes.
Fait rare, la ligne de Chartres à Voves est rouverte au trafic voyageurs en 2016 après 74 ans de fermeture ; son prolongement au sud vers Orléans est envisagé.
|                                             |
| Le réseau ferroviaire à son apogée en 1930. |

|                                     |
| Le réseau ferroviaire de nos jours. |

|                                                    |
| Carte animée de l’évolution du réseau ferroviaire. |

### Situation actuelle

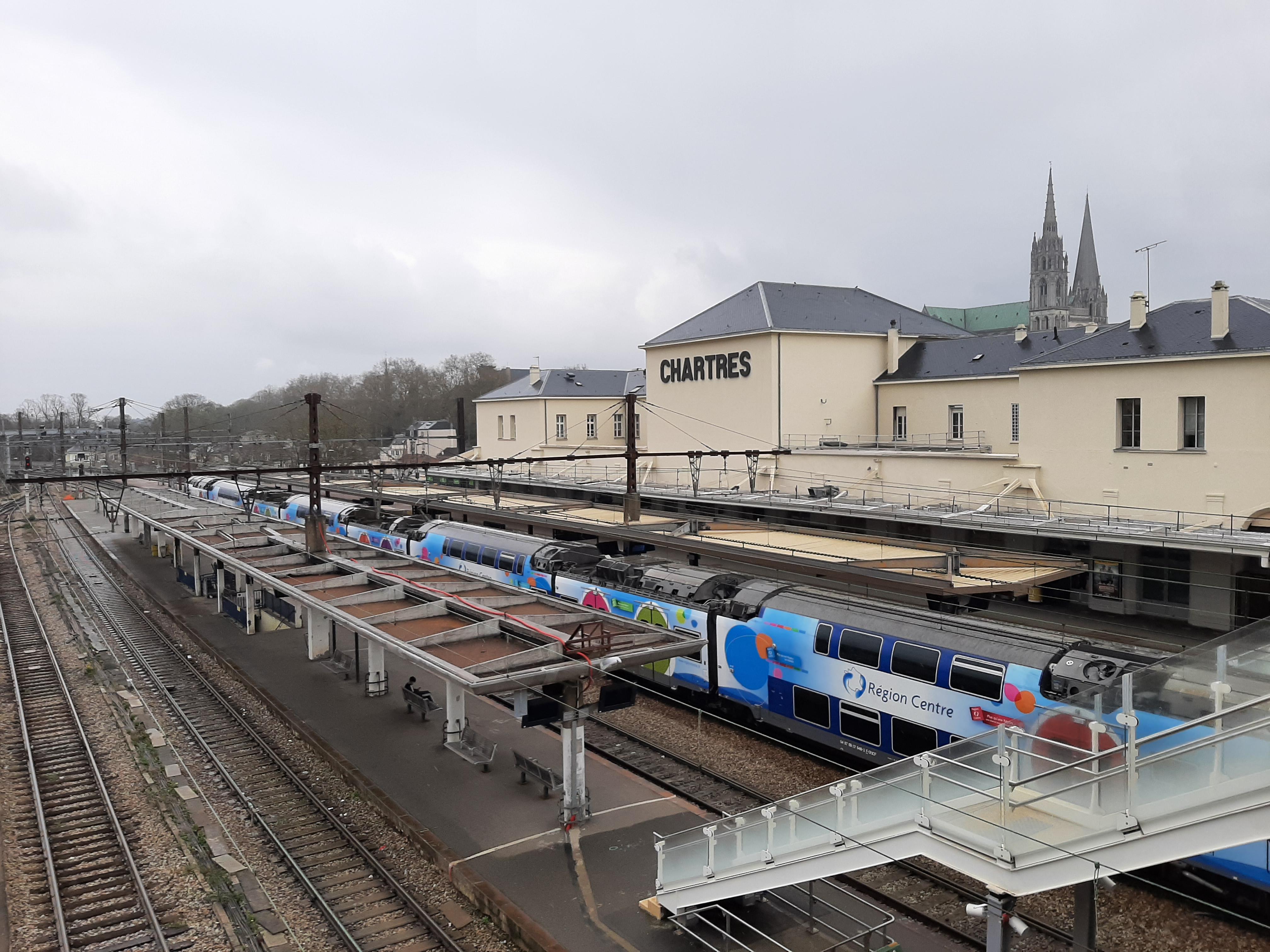
La gare de Chartres vue depuis la passerelle ouverte en 2021.

Les principales gares de voyageurs sont Chartres, Dreux, Épernon et Maintenon, avec une fréquentation annuelle entre un et trois millions de voyageurs en 2019.
L'Eure-et-Loir est traversé par les grandes lignes radiales de Paris-Montparnasse à Brest et de Paris-Austerlitz à Bordeaux-Saint-Jean ; ces lignes ont perdu la quasi-totalité de leur trafic Grandes Lignes au profit de la LGV Atlantique — qui traverse le département sans le desservir — mais conservent un trafic TER Centre-Val de Loire (Rémi) soutenu.
Dans le nord du département, la ligne de Saint-Cyr à Surdon est desservie par Transilien jusqu'à Dreux et par TER Normandie au-delà.
Dans le sud du département, plusieurs lignes non-électrifiées et à voie unique accueillent un trafic TER plus modeste mais un trafic de fret céréalier significatif : la ligne de Brétigny à La Membrolle-sur-Choisille, la ligne de Chartres à Bordeaux-Saint-Jean (jusqu'à Courtalain - Saint-Pellerin) et la ligne de Chartres à Orléans (jusqu'à Voves).

## Transport fluvial
Le département ne compte aucune voie d'eau considérée navigable par VNF.

## Transport aérien
Le département ne possède aucun aéroport ouvert au trafic commercial régulier mais possède deux aérodromes civils dédiés à l'aviation légère de loisirs ou de tourisme, Chartres-Métropole et Dreux - Vernouillet.
La reconversion de l'ancienne base aérienne 279 Châteaudun en petit aéroport est envisagée par les collectivités locales.
L'implantation d'un troisième aéroport parisien à Beauvilliers, près de Voves, a été projetée dans les années 1990 puis abandonnée.

## Transports en commun urbains et périurbains
Chartres Métropole, l'Agglo du Pays de Dreux et les communes de Châteaudun et Nogent-le-Rotrou sont autorités organisatrices de la mobilité sur leur territoire et organisent des services de transport dans leur ressort territorial.
Le principal réseau urbain est le réseau Filibus de Chartres, qui compte une trentaine de lignes régulières d'autobus, suivi du réseau Linéad de Dreux avec une dizaine de lignes. C'Bus (Châteaudun) et Nosbus (Nogent-le-Rotrou) sont des réseaux gratuits mais de faible ampleur.

## Modes actifs
Le département est traversé par plusieurs voies vertes, véloroutes (Véloscénie, Vallée du Loir à vélo) et sentiers de grande randonnée.